# Mira qui parla també
Mira qui parla també (títol original: Look Who's Talking Too) és una pel·lícula estatunidenca de Amy Heckerling dirigida l'any 1990. Ha estat doblada al català.
Es tracta de la continuació de Look Who's Talking estrenada l'any 1989 i ha estat seguit per Look Who's Talking Now l'any 1993.

## Argument
Mikey té ara 3 anys. James, el seu cangur estimat, provisionalment taxista, s'ha casat amb Mollie, la seva mare, dona de negocis de gran talent. Mollie anuncia un dia al seu espòs que espera un bebè. Nou mesos més tard, la petita Julie veu la llum. Mikey no aprecia gaire l'intrús.

## Repartiment
- John Travolta: James Ubriacco
- Kirstie Alley: Flaquejada Ubriacco
- Olympia Dukakis: Rosie Jensen
- Elias Koteas: Stuart Jensen
- Twink Caplan: Rona
- Bruce Willis: Mikey (veu)
- Roseanne Barr: Julie (veu)
- Damon Wayans: Eddie (veu)
- Gilbert Gottfried: Joey
- Mel Brooks: Mr. Toilet Man (veu)
- Lorne Sussman: Mikey
- Megan Milner: Julie amb 1 any
- Georgia Keithley: Julie amb 4 mesos
- Danny Pringle: Eddie
- Louis Heckerling: Lou
- Neal Israel: Mr. Ross
- Lesley Ewen: Debbie
- Don S. Davis: Dr. Fleischer

## Premis
1990: 2 Nominacions als Premis Razzie: Pitjor actor secundari (Gottfried) i actriu secundària (Roseanne)

## Crítica
"Seqüela de pura rutina (...) gags d'allò més pobres"